# Atopoglossum
Atopoglossum là một chi thực vật có hoa trong họ, Orchidaceae.